# Park West Gallery
Park West Gallery es una galería de arte comercial con sede en Southfield, Míchigan, Estados Unidos. Park West Gallery afirma ser la galería de arte privada más grande del mundo, y que ha vendido 10 millones de obras de arte por miles de millones de dólares. Expone obras de artistas históricos como Renoir, Picasso, Rembrandt y Durer, así como artistas contemporáneos como Peter Max, Michael Godard y Mark Kostabi. La galería obtiene la mayoría de sus ingresos de las subastas que tienen lugar a bordo de los cruceros. Las tácticas de ventas de la compañía han dado sitio a varias demandas e investigaciones de los medios.

## Historia
En 1969, Albert Scaglione abrió Park West Gallery en Southfield, Míchigan, después de ser profesor de ingeniería mecánica en la Universidad Estatal de Wayne. Park West Gallery tiene una gran instalación en el Condado de Oakland, Míchigan, además hay ubicaciones adicionales de museos y galerías en Las Vegas y Hawái que están abiertas al público y oficinas de distribución de 181,000 pies cuadrados en Miami Lakes, Florida, que no está abierto al público desde donde la compañía procesa un alto volumen de arte.
Desde 1993, Park West Gallery ha estado realizando subastas de arte a bordo de cruceros, y es el mayor negocio en este campo. Ha vendido arte en: Carnival, Celebrity Cruises, Disney Cruise Line, Holland America Line, Norwegian Cruise Line, Oceania Cruises y Royal Caribbean International. Park West afirma que es "el distribuidor de arte más grande del mundo" en función de su volumen de ventas.
Park West Gallery no revela informes financieros, ya que es de propiedad privada, pero ha informado de la venta de casi 300.000 obras de arte al año, con un ingreso superior a $ 300 millones. La mitad de sus ingresos proviene de 85 subastadores en cruceros, y el resto de los ingresos proviene de promociones en hoteles y ventas en su galería. Financia la fundación filantrópica Park West.

## Disputas de subasta del Cruise
En 2008, The New York Times y otros medios informaron sobre la realización de las subastas, y se ha presentado una demanda colectiva sobre la valuación de los artículos vendidos. La empresa ha desestimado estas denuncias por infundadas. Un comprador dijo que más tarde descubrió que una impresión de Picasso que había sido aconsejada por Park West como una "buena inversión" a $ 35.000 (lo ganó por $ 24.265) se había vendido en Sotheby’s dos años antes por $ 6.150. USA Today y otros medios de comunicación publicaron informes similares. En julio de 2008, The New York Times publicó un artículo que citaba quejas de seis personas sobre tácticas de venta, certificación y valoración del trabajo y promesas de devolución de dinero. Algunos reembolsos se han hecho a los clientes con una cláusula de confidencialidad. Scaglione dijo que la galería había gastado "cientos de miles de dólares" en establecer valoraciones a través de consultores independientes. La mayoría de las reclamaciones contra la galería habían sido resueltas o desestimadas.
En abril de 2008, residentes de Florida y California presentaron demandas colectivas, acusando a Park West de tergiversar el valor de las obras de arte. En septiembre de 2008, la galería instituyó una política en la que cualquier artículo comprado a ellos podría ser devuelto por un reembolso (menos la prima del comprador) o intercambiado por otra obra de arte dentro de plazos especificados.
Royal Caribbean anunció en mayo de 2010 que no renovaría su contrato de concesión con Park West, después de más de 15 años de asociación. Sin embargo, el acuerdo se renovó y Park West actualmente opera con buques de Royal Caribbean.
En diciembre de 2014, la Corte de Apelaciones de Míchigan restableció una demanda presentada por una mujer que afirma que compró $165,000 en obras de arte falsas de Salvador Dalí que habían sido revocadas por una decisión de la corte inferior en 2012 por un tecnicismo.

## Seriolitógrafos
El término seriolitógrafo es utilizado por Park West Gallery para distinguir una forma de técnica híbrida de impresión de bellas artes. Los seriolitógrafos son una combinación de litografía (offset, estocástica, fotomecánica o tono continuo) con serigrafía, una pantalla de seda basada en una plantilla. Aunque el término es empleado por Park West Gallery más comúnmente, Park West no es la única galería que publica o representa este tipo de impresiones híbridas. Las láminas de este tipo son publicadas por numerosos artistas y editores de todo el mundo, y son ampliamente aceptadas y recopiladas.